# Elezioni comunali in Toscana del 2021
Le elezioni comunali in Toscana del 2021 si tennero il 3 e 4 ottobre, con eventuale turno di ballottaggio il 17 e 18 ottobre, in contemporanea con le elezioni amministrative nelle altre regioni italiane. Videro andare al voto 7 comuni toscani con popolazione superiore a 15.000 abitanti.

## Riepilogo sindaci eletti
Coalizione di centro-sinistra
     Coalizione di centro-destra
     Movimento 5 Stelle
     Liste civiche
| Provincia | Comune           | Popolazione legale (censimento 2011) | Sindaco uscente | Sindaco uscente                         | Sindaco eletto | Sindaco eletto                          | Primo turno | Primo turno | Secondo turno | Secondo turno | Seggi   |
| Provincia | Comune           | Popolazione legale (censimento 2011) | Sindaco uscente | Sindaco uscente                         | Sindaco eletto | Sindaco eletto                          | Voti        | %           | Voti          | %             | Seggi   |
| --------- | ---------------- | ------------------------------------ | --------------- | --------------------------------------- | -------------- | --------------------------------------- | ----------- | ----------- | ------------- | ------------- | ------- |
| Arezzo    | Montevarchi      | 23.971                               |                 | Silvia Chiassai Martini (LSP)           |                | Silvia Chiassai Martini (LSP)           | 6.816       | 59,71       | —             | —             | 10 / 16 |
| Arezzo    | Sansepolcro      | 16.108                               |                 | Mauro Cornioli (Ind.)                   |                | Fabrizio Innocenti (FI)                 | 3.192       | 39,54       | 3.980         | 52,44         | 10 / 16 |
| Firenze   | Sesto Fiorentino | 47.742                               |                 | Lorenzo Falchi (SI)                     |                | Lorenzo Falchi (SI)                     | 15.209      | 70,38       | —             | —             | 19 / 24 |
| Firenze   | Reggello         | 16.076                               |                 | Piero Giunti (PD) (vicesindaco f.f)     |                | Piero Giunti (PD)                       | 4.878       | 65,21       | —             | —             | 12 / 16 |
| Grosseto  | Grosseto         | 82.353                               |                 | Antonfrancesco Vivarelli Colonna (Ind.) |                | Antonfrancesco Vivarelli Colonna (Ind.) | 21.235      | 56,20       | —             | —             | 20 / 32 |
| Lucca     | Altopascio       | 15.072                               |                 | Sara D'Ambrosio (PD)                    |                | Sara D'Ambrosio (PD)                    | 3.770       | 50,92       | —             | —             | 10 / 16 |
| Lucca     | Massarosa        | 22.330                               |                 | Giuseppina Cassone                      |                | Simona Barsotti (PD)                    | 4.577       | 48,40       | 4.573         | 53,19         | 10 / 16 |

## Arezzo

### Anghiari
| Candidati | Candidati                    | Voti  | %      | Liste                     | Seggi |
| --------- | ---------------------------- | ----- | ------ | ------------------------- | ----- |
|           | Alessandro Polcri ✔️ Sindaco | 1.716 | 53,46  | Polcri Sindaco            | 8     |
|           | Mario Checcaglini            | 900   | 28,04  | Anghiari Unita            | 3     |
|           | Danilo Bianchi               | 594   | 18,5   | Patto Civico per Anghiari | 1     |
| Totale    | Totale                       | 3.210 | 100,00 |                           | 12    |

### Civitella in Val di Chiana
| Candidati | Candidati                   | Voti  | %      | Liste                    | Seggi |
| --------- | --------------------------- | ----- | ------ | ------------------------ | ----- |
|           | Andrea Tavarnesi ✔️ Sindaco | 2.853 | 65,47  | Solidarietà e Progresso  | 8     |
|           | Rosaria Migliore            | 1.505 | 34,53  | Il Governo dei Cittadini | 4     |
| Totale    | Totale                      | 4.358 | 100,00 |                          | 12    |

### Montevarchi
| Candidati                       | Candidati                          | Voti                        | %     | Liste                           | Voti   | %     | Seggi |
| ------------------------------- | ---------------------------------- | --------------------------- | ----- | ------------------------------- | ------ | ----- | ----- |
|                                 | Silvia Chiassai Martini ✔️ Sindaco | 6.816                       | 59,71 | Forza Italia-Lista Indipendente | 1.461  | 13,72 | 3     |
| Chiassai Martini Silvia Sindaco | Silvia Chiassai Martini ✔️ Sindaco | 6.816                       | 59,71 | 1.419                           | 13,33  | 3     |       |
| Prima Montevarchi               | Silvia Chiassai Martini ✔️ Sindaco | 6.816                       | 59,71 | 1.404                           | 13,19  | 3     |       |
| Fratelli d'Italia               | Silvia Chiassai Martini ✔️ Sindaco | 6.816                       | 59,71 | 917                             | 8,61   | 1     |       |
| Montevarchi in Salute           | Silvia Chiassai Martini ✔️ Sindaco | 6.816                       | 59,71 | 460                             | 4,32   | -     |       |
| Lega Salvini Toscana            | Silvia Chiassai Martini ✔️ Sindaco | 6.816                       | 59,71 | 321                             | 3,01   | -     |       |
| Per Levane Unita                | Silvia Chiassai Martini ✔️ Sindaco | 6.816                       | 59,71 | 261                             | 2,45   | -     |       |
|                                 | Luca Canonici                      | 4.599                       | 40,29 | Partito Democratico             | 2.521  | 23,68 | 4     |
| Luca Canonici Sindaco           | Luca Canonici                      | 4.599                       | 40,29 | 601                             | 5,64   | 1     |       |
| Avanti Montevarchi-Europa Verde | Luca Canonici                      | 4.599                       | 40,29 | 572                             | 5,37   | -     |       |
| Movimento 5 Stelle              | Luca Canonici                      | 4.599                       | 40,29 | 337                             | 3,16   | -     |       |
| Sinistra per Montevarchi        | Luca Canonici                      | 4.599                       | 40,29 | 190                             | 1,78   | -     |       |
| Montevarchi Democratica         | Luca Canonici                      | 4.599                       | 40,29 | 184                             | 1,73   | -     |       |
| Seggio al candidato sindaco     | Seggio al candidato sindaco        | Seggio al candidato sindaco | 40,29 | 1                               |        |       |       |
| Totale                          | Totale                             | 11.415                      | 100   |                                 | 10.648 | 100   | 16    |

### Sansepolcro
| Candidati                         | Candidati                                      | Voti                        | %     | Liste               | Voti  | %     | Seggi |
| --------------------------------- | ---------------------------------------------- | --------------------------- | ----- | ------------------- | ----- | ----- | ----- |
|                                   | Andrea Mathias Laurenzi Accede al ballottaggio | 3.277                       | 40,60 | Partito Democratico | 1.826 | 24,29 | 3     |
| Riformisti Adesso                 | Andrea Mathias Laurenzi Accede al ballottaggio | 3.277                       | 40,60 | 1.060               | 14,10 | 1     |       |
| Insieme Possiamo                  | Andrea Mathias Laurenzi Accede al ballottaggio | 3.277                       | 40,60 | 265                 | 3,53  | -     |       |
| Seggio al candidato sindaco       | Seggio al candidato sindaco                    | Seggio al candidato sindaco | 40,60 | 1                   |       |       |       |
|                                   | Fabrizio Innocenti Accede al ballottaggio      | 3.192                       | 39,54 | Borgo al Centro     | 1.237 | 16,46 | 4     |
| Lega Salvini Premier-Forza Italia | Fabrizio Innocenti Accede al ballottaggio      | 3.192                       | 39,54 | 1.198               | 15,94 | 4     |       |
| Cittadini per Sansepolcro         | Fabrizio Innocenti Accede al ballottaggio      | 3.192                       | 39,54 | 303                 | 4,03  | 1     |       |
| Moderati e Riformisti             | Fabrizio Innocenti Accede al ballottaggio      | 3.192                       | 39,54 | 267                 | 3,55  | 1     |       |
|                                   | Laura Chieli                                   | 1.176                       | 14,57 | Sansepolcro Futura  | 575   | 7,65  | -     |
| Fratelli d'Italia                 | Laura Chieli                                   | 1.176                       | 14,57 | 436                 | 5,80  | -     |       |
| Seggio al candidato sindaco       | Seggio al candidato sindaco                    | Seggio al candidato sindaco | 14,57 | 1                   |       |       |       |
|                                   | Catia Giorni                                   | 427                         | 5,29  | Movimento 5 Stelle  | 225   | 2,99  | -     |
| Borgo Domani                      | Catia Giorni                                   | 427                         | 5,29  | 125                 | 1,66  | -     |       |
| Totale                            | Totale                                         | 8.072                       | 100   |                     | 7.517 | 100   | 16    |

Ballottaggio
| Candidati | Candidati                     | Voti  | %     |
| --------- | ----------------------------- | ----- | ----- |
|           | Fabrizio Innocenti ✔️ Sindaco | 3.980 | 52,44 |
|           | Andrea Mathias Laurenzi       | 3.610 | 47,56 |
| Totale    | Totale                        | 7.590 | 100   |

## Firenze

### Sesto Fiorentino
| Candidati                                     | Candidati                      | Voti                        | %     | Liste                                    | Voti   | %     | Seggi |
| --------------------------------------------- | ------------------------------ | --------------------------- | ----- | ---------------------------------------- | ------ | ----- | ----- |
|                                               | Lorenzo Falchi ✔️ Sindaco      | 15.209                      | 70,38 | Partito Democratico                      | 5.655  | 27,72 | 8     |
| Falchi Sindaco Per Sesto                      | Lorenzo Falchi ✔️ Sindaco      | 15.209                      | 70,38 | 4.657                                    | 22,83  | 7     |       |
| Sinistra Italiana                             | Lorenzo Falchi ✔️ Sindaco      | 15.209                      | 70,38 | 2.590                                    | 12,70  | 3     |       |
| Ecolò                                         | Lorenzo Falchi ✔️ Sindaco      | 15.209                      | 70,38 | 1.183                                    | 5,80   | 1     |       |
| Volt                                          | Lorenzo Falchi ✔️ Sindaco      | 15.209                      | 70,38 | 126                                      | 0,62   | -     |       |
|                                               | Daniele Brunori                | 3.387                       | 15,67 | Lega Salvini Toscana                     | 1.569  | 7,69  | 2     |
| Fratelli d'Italia                             | Daniele Brunori                | 3.387                       | 15,67 | 1.206                                    | 5,91   | 1     |       |
| Forza Italia                                  | Daniele Brunori                | 3.387                       | 15,67 | 343                                      | 1,68   | -     |       |
| Il Popolo della Famiglia-Unione di Centro-PTE | Daniele Brunori                | 3.387                       | 15,67 | 119                                      | 0,58   | -     |       |
| Seggio al candidato sindaco                   | Seggio al candidato sindaco    | Seggio al candidato sindaco | 15,67 | 1                                        |        |       |       |
|                                               | Gabriele Toccafondi            | 1.399                       | 6,47  | Sesto che Dice Sì-Italia Viva            | 1.353  | 6,63  | -     |
| Seggio al candidato sindaco                   | Seggio al candidato sindaco    | Seggio al candidato sindaco | 6,47  | 1                                        |        |       |       |
|                                               | Daniele Lorini                 | 571                         | 2,64  | Rifondazione Comunista-Potere al Popolo! | 555    | 2,72  | -     |
|                                               | Giovanni Policastro            | 553                         | 2,56  | Movimento 5 Stelle                       | 560    | 2,75  | -     |
|                                               | Luca Bandini                   | 361                         | 1,67  | 3V Verità Libertà                        | 356    | 1,75  | -     |
|                                               | Girolamo Coffari di Gilferraro | 131                         | 0,61  | Movimento Nazionale Italiano-Italexit    | 126    | 0,62  | -     |
| Totale                                        | Totale                         | 21.611                      | 100   |                                          | 20.398 | 100   | 24    |

### Reggello
| Candidati                   | Candidati                   | Voti                        | %     | Liste                      | Voti  | %     | Seggi |
| --------------------------- | --------------------------- | --------------------------- | ----- | -------------------------- | ----- | ----- | ----- |
|                             | Piero Giunti ✔️ Sindaco     | 4.878                       | 65,21 | Partito Democratico        | 3.790 | 52,46 | 10    |
| Reggello Viva               | Piero Giunti ✔️ Sindaco     | 4.878                       | 65,21 | 898                        | 12,43 | 2     |       |
|                             | Veronica Nenci              | 2.012                       | 26,89 | Fratelli d'Italia          | 639   | 8,84  | 1     |
| Lega Salvini Toscana        | Veronica Nenci              | 2.012                       | 26,89 | 623                        | 8,62  | 1     |       |
| Veronica Nenci Sindaco      | Veronica Nenci              | 2.012                       | 26,89 | 566                        | 7,83  | 1     |       |
| Forza Italia                | Veronica Nenci              | 2.012                       | 26,89 | 125                        | 1,73  | -     |       |
| Seggio al candidato sindaco | Seggio al candidato sindaco | Seggio al candidato sindaco | 26,89 | 1                          |       |       |       |
|                             | Tiberio Papi                | 366                         | 4,89  | Movimento 5 Stelle         | 366   | 5,07  | -     |
|                             | Antonio Barozzino Consiglio | 225                         | 3,01  | Partito Comunista Italiano | 218   | 3,02  | -     |
| Totale                      | Totale                      | 7.481                       | 100   |                            | 7.225 | 100   | 16    |

## Grosseto

### Capalbio
| Candidati | Candidati                     | Voti  | %      | Liste                                               | Seggi |
| --------- | ----------------------------- | ----- | ------ | --------------------------------------------------- | ----- |
|           | Gianfranco Chelini ✔️ Sindaco | 1.312 | 54,49  | Adesso per Capalbio                                 | 8     |
|           | Alessio Teodoli               | 833   | 34,59  | Vivere Capalbio                                     | 3     |
|           | Valerio Lanzillo              | 263   | 10,92  | Fratelli d'Italia-Lega Salvini Premier-Forza Italia | 1     |
| Totale    | Totale                        | 2.408 | 100,00 |                                                     | 12    |

### Castiglione della Pescaia
| Candidati | Candidati              | Voti  | %      | Liste                                                                | Seggi |
| --------- | ---------------------- | ----- | ------ | -------------------------------------------------------------------- | ----- |
|           | Elena Nappi ✔️ Sindaco | 2.024 | 51,18  | Castiglione Futura!                                                  | 8     |
|           | Ianetta Giannotti      | 1.025 | 25,92  | L'Alternativa                                                        | 2     |
|           | Alfredo Cesario        | 906   | 22,91  | Forza Italia-Fratelli d'Italia-Lega Salvini Premier-Unione di Centro | 2     |
| Totale    | Totale                 | 4.358 | 100,00 |                                                                      | 12    |

### Grosseto
| Candidati                   | Candidati                                   | Voti                        | %     | Liste                      | Voti   | %     | Seggi |
| --------------------------- | ------------------------------------------- | --------------------------- | ----- | -------------------------- | ------ | ----- | ----- |
|                             | Antonfrancesco Vivarelli Colonna ✔️ Sindaco | 21.235                      | 56,20 | Fratelli d'Italia          | 6.672  | 18,62 | 7     |
| Vivarelli Colonna Sindaco   | Antonfrancesco Vivarelli Colonna ✔️ Sindaco | 21.235                      | 56,20 | 6.176                      | 17,24  | 6     |       |
| Lega                        | Antonfrancesco Vivarelli Colonna ✔️ Sindaco | 21.235                      | 56,20 | 5.084                      | 14,19  | 5     |       |
| Forza Italia                | Antonfrancesco Vivarelli Colonna ✔️ Sindaco | 21.235                      | 56,20 | 2.462                      | 6,87   | 2     |       |
|                             | Leonardo Culicchi                           | 11.748                      | 31,09 | Partito Democratico        | 6.864  | 19,16 | 7     |
| Grosseto Città Aperta       | Leonardo Culicchi                           | 11.748                      | 31,09 | 2.067                      | 5,77   | 2     |       |
| Movimento 5 Stelle          | Leonardo Culicchi                           | 11.748                      | 31,09 | 1.871                      | 5,22   | 1     |       |
| Europa Verde                | Leonardo Culicchi                           | 11.748                      | 31,09 | 276                        | 0,77   | -     |       |
| Seggio al candidato sindaco | Seggio al candidato sindaco                 | Seggio al candidato sindaco | 31,09 | 1                          |        |       |       |
|                             | Valerio Pizzuti                             | 2.073                       | 5,49  | Valerio Pizzuti Sindaco    | 1.975  | 5,51  | -     |
| Seggio al candidato sindaco | Seggio al candidato sindaco                 | Seggio al candidato sindaco | 5,49  | 1                          |        |       |       |
|                             | Emanuele Perugini                           | 913                         | 2,42  | Polo Civico per Grosseto   | 540    | 1,51  | -     |
| Insieme per Grosseto        | Emanuele Perugini                           | 913                         | 2,42  | 291                        | 0,81   | -     |       |
|                             | Marcello Campomori                          | 599                         | 1,59  | Grosseto al Centro         | 445    | 1,24  | -     |
|                             | Carlo Vivarelli                             | 554                         | 1,47  | Italexit                   | 505    | 1,41  | -     |
|                             | Matteo Di Fiore                             | 351                         | 0,93  | Potere al Popolo!          | 301    | 0,84  | -     |
|                             | Dario Bibbiani                              | 309                         | 0,82  | Partito Comunista Italiano | 297    | 0,83  | -     |
| Totale                      | Totale                                      | 37.782                      | 100   |                            | 35.826 | 100   | 32    |

### Orbetello
| Candidati | Candidati                   | Voti  | %      | Liste                 | Seggi |
| --------- | --------------------------- | ----- | ------ | --------------------- | ----- |
|           | Andrea Casamenti ✔️ Sindaco | 4.456 | 72,07  | Patto per il Futuro   | 11    |
|           | Paola Della Santina         | 1.727 | 27,93  | Alternativa Orbetello | 5     |
| Totale    | Totale                      | 6.183 | 100,00 |                       | 16    |

### Roccalbegna
| Candidati | Candidati                | Voti | %      | Liste                       | Seggi |
| --------- | ------------------------ | ---- | ------ | --------------------------- | ----- |
|           | Massimo Galli ✔️ Sindaco | 447  | 100,00 | Comune Progetto Innovazione | 8     |
| Totale    | Totale                   | 447  | 100,00 |                             | 8     |

### Scansano
| Candidati | Candidati                    | Voti  | %      | Liste                    | Seggi |
| --------- | ---------------------------- | ----- | ------ | ------------------------ | ----- |
|           | Maria Bice Ginesi ✔️ Sindaco | 1.034 | 49,31  | Scansano Ora             | 8     |
|           | Francesco Marchi             | 671   | 32,0   | Francesco Marchi Sindaco | 3     |
|           | Gian Carlo Tenerini          | 349   | 16,64  | Scansano Sempre          | 1     |
|           | Simone Masia                 | 43    | 2,05   | PCI                      | -     |
| Totale    | Totale                       | 2.097 | 100,00 |                          | 12    |

## Livorno

### San Vincenzo
| Candidati | Candidati                 | Voti  | %      | Liste                             | Seggi |
| --------- | ------------------------- | ----- | ------ | --------------------------------- | ----- |
|           | Paolo Riccucci ✔️ Sindaco | 946   | 27,55  | Officina 2021 San Vincenzo        | 8     |
|           | Elisa Cecchini            | 806   | 23,47  | Con Elisa Cecchini X San Vincenzo | 1     |
|           | Davide Lera               | 726   | 21,14  | Con San Vincenzo                  | 1     |
|           | Guido Cruschelli          | 495   | 14,41  | San Vincenzo Si                   | 1     |
|           | Luca Cosimi               | 461   | 13,42  | Svoltiamo                         | 1     |
| Totale    | Totale                    | 3.434 | 100,00 |                                   | 12    |

## Lucca

### Altopascio
| Candidati                                | Candidati                   | Voti                        | %     | Liste                      | Voti  | %     | Seggi |
| ---------------------------------------- | --------------------------- | --------------------------- | ----- | -------------------------- | ----- | ----- | ----- |
|                                          | Sara D'Ambrosio ✔️ Sindaco  | 3.770                       | 50,92 | Sara D'Ambrosio            | 2.288 | 34,03 | 7     |
| Partito Democratico                      | Sara D'Ambrosio ✔️ Sindaco  | 3.770                       | 50,92 | 627                        | 9,33  | 2     |       |
| Viviamo Altopascio                       | Sara D'Ambrosio ✔️ Sindaco  | 3.770                       | 50,92 | 397                        | 5,91  | 1     |       |
| Europa Verde-Partito Socialista Italiano | Sara D'Ambrosio ✔️ Sindaco  | 3.770                       | 50,92 | 84                         | 1,25  | -     |       |
|                                          | Maurizio Marchetti          | 3.406                       | 46,00 | Lega                       | 975   | 14,50 | 2     |
| Spianate 1494                            | Maurizio Marchetti          | 3.406                       | 46,00 | 658                        | 9,79  | 1     |       |
| #Noi Badia e Marginone                   | Maurizio Marchetti          | 3.406                       | 46,00 | 540                        | 8,03  | 1     |       |
| Fratelli d'Italia                        | Maurizio Marchetti          | 3.406                       | 46,00 | 486                        | 7,23  | 1     |       |
| Ora #Altopascio Presente                 | Maurizio Marchetti          | 3.406                       | 46,00 | 473                        | 7,04  | -     |       |
| Seggio al candidato sindaco              | Seggio al candidato sindaco | Seggio al candidato sindaco | 46,00 | 1                          |       |       |       |
|                                          | Giovanni Matteo Tori        | 228                         | 3,08  | Civici Popolari e Liberali | 195   | 4,69  | -     |
| Totale                                   | Totale                      | 7.404                       | 100   |                            | 6.723 | 100   | 16    |

### Massarosa
| Candidati                        | Candidati                               | Voti                        | %     | Liste                      | Voti  | %     | Seggi |
| -------------------------------- | --------------------------------------- | --------------------------- | ----- | -------------------------- | ----- | ----- | ----- |
|                                  | Simona Barsotti Accede al ballottaggio  | 4.577                       | 48,40 | Partito Democratico        | 2.165 | 24,87 | 6     |
| Sinistra Comune                  | Simona Barsotti Accede al ballottaggio  | 4.577                       | 48,40 | 957                        | 10,99 | 2     |       |
| Orgoglio Massarosa               | Simona Barsotti Accede al ballottaggio  | 4.577                       | 48,40 | 688                        | 7,90  | 2     |       |
| Movimento 5 Stelle               | Simona Barsotti Accede al ballottaggio  | 4.577                       | 48,40 | 269                        | 3,09  | -     |       |
| Massarosa Solidale               | Simona Barsotti Accede al ballottaggio  | 4.577                       | 48,40 | 192                        | 2,21  | -     |       |
|                                  | Carlo Bigongiari Accede al ballottaggio | 2.928                       | 30,96 | Lega                       | 1.128 | 12,96 | 2     |
| Per Massarosa Bigongiari Sindaco | Carlo Bigongiari Accede al ballottaggio | 2.928                       | 30,96 | 1.099                      | 12,62 | 1     |       |
| Forza Italia                     | Carlo Bigongiari Accede al ballottaggio | 2.928                       | 30,96 | 432                        | 4,96  | -     |       |
| Seggio al candidato sindaco      | Seggio al candidato sindaco             | Seggio al candidato sindaco | 30,96 | 1                          |       |       |       |
|                                  | Alberto Coluccini                       | 1.662                       | 17,57 | Fratelli d'Italia (A)      | 772   | 8,87  | 1     |
| Civica Massarosa                 | Alberto Coluccini                       | 1.662                       | 17,57 | 735                        | 8,44  | -     |       |
| Seggio al candidato sindaco      | Seggio al candidato sindaco             | Seggio al candidato sindaco | 17,57 | 1                          |       |       |       |
|                                  | Sonia Sacchetti                         | 290                         | 3,07  | Rifondazione Comunista-PCI | 268   | 3,08  | -     |
| Totale                           | Totale                                  | 9.457                       | 100   |                            | 8.705 | 100   | 16    |

- La lista contrassegnata con la lettera A è apparentata al secondo turno con il candidato sindaco Carlo Bigongiari.

Ballottaggio
| Candidati | Candidati                  | Voti  | %     |
| --------- | -------------------------- | ----- | ----- |
|           | Simona Barsotti ✔️ Sindaco | 4.573 | 53,19 |
|           | Carlo Bigongiari           | 4.025 | 46,81 |
| Totale    | Totale                     | 8.598 | 100   |

### Piazza al Serchio
| Candidati | Candidati                 | Voti  | %      | Liste                           | Seggi |
| --------- | ------------------------- | ----- | ------ | ------------------------------- | ----- |
|           | Andrea Carrari ✔️ Sindaco | 1.272 | 100,00 | Un Futuro per Piazza al Serchio | 9     |
| Totale    | Totale                    | 1.272 | 100,00 |                                 | 9     |

### Pieve Fosciana
| Candidati | Candidati                     | Voti  | %      | Liste                          | Seggi |
| --------- | ----------------------------- | ----- | ------ | ------------------------------ | ----- |
|           | Francesco Angelini ✔️ Sindaco | 1.020 | 72,19  | Unione Democratica             | 7     |
|           | Iolanda Turriani              | 393   | 27,81  | Per La Pieve e Le Sue Frazioni | 3     |
| Totale    | Totale                        | 1.413 | 100,00 |                                | 10    |

### Seravezza
| Candidati | Candidati                       | Voti  | %      | Liste                              | Seggi |
| --------- | ------------------------------- | ----- | ------ | ---------------------------------- | ----- |
|           | Lorenzo Alessandrini ✔️ Sindaco | 3.029 | 50,03  | Lista Lorenzo Alessandrini Sindaco | 11    |
|           | Valentina Salvatori             | 1.936 | 31,98  | Creare Futuro                      | 3     |
|           | Elena Luisi                     | 1.089 | 17,99  | Elena Luisi Sindaco Insieme        | 2     |
| Totale    | Totale                          | 6.054 | 100,00 |                                    | 16    |

## Massa-Carrara

### Bagnone
| Candidati | Candidati                     | Voti  | %      | Liste             | Seggi |
| --------- | ----------------------------- | ----- | ------ | ----------------- | ----- |
|           | Giovanni Guastalli ✔️ Sindaco | 587   | 51,72  | Bagnone nel Cuore | 7     |
|           | Marco Negrari                 | 548   | 48,28  | Uniti per Bagnone | 3     |
| Totale    | Totale                        | 1.135 | 100,00 |                   | 10    |

### Montignoso
| Candidati | Candidati                    | Voti  | %      | Liste                                               | Seggi |
| --------- | ---------------------------- | ----- | ------ | --------------------------------------------------- | ----- |
|           | Gianni Lorenzetti ✔️ Sindaco | 3.443 | 72,23  | Verso Nuovi Traguardi                               | 11    |
|           | Manuela Aiazzi               | 707   | 14,83  | Lega Salvini Premier-Fratelli d'Italia-Forza Italia | 3     |
|           | Francesco Matteucci          | 617   | 12,94  | Con te per Montignoso                               | 2     |
| Totale    | Totale                       | 4.767 | 100,00 |                                                     | 16    |

### Pontremoli
| Candidati | Candidati                     | Voti  | %      | Liste          | Seggi |
| --------- | ----------------------------- | ----- | ------ | -------------- | ----- |
|           | Jacopo Maria Ferri ✔️ Sindaco | 2.919 | 70,94  | Cara Puntremal | 8     |
|           | Elisabetta Sordi              | 1.196 | 29,06  | Pontremoli Più | 4     |
| Totale    | Totale                        | 4.115 | 100,00 |                | 12    |

## Pisa

### Buti
| Candidati | Candidati               | Voti  | %      | Liste            | Seggi |
| --------- | ----------------------- | ----- | ------ | ---------------- | ----- |
|           | Arianna Buti ✔️ Sindaco | 1.666 | 67,15  | Insieme per Buti | 8     |
|           | Monia Buti              | 815   | 32,85  | Buti al Centro   | 4     |
| Totale    | Totale                  | 2.481 | 100,00 |                  | 12    |

### Castellina Marittima
| Candidati | Candidati                   | Voti | %      | Liste              | Seggi |
| --------- | --------------------------- | ---- | ------ | ------------------ | ----- |
|           | Alessandro Giari ✔️ Sindaco | 633  | 67,41  | Idee e Innovazione | 7     |
|           | Manolo Panicucci            | 178  | 18,96  | Agorà La Sinistra  | 2     |
|           | Rocco Pompeo                | 128  | 13,63  | Democrazia Aperta  | 1     |
| Totale    | Totale                      | 939  | 100,00 |                    | 10    |

### Santa Luce
| Candidati | Candidati                | Voti | %      | Liste                      | Seggi |
| --------- | ------------------------ | ---- | ------ | -------------------------- | ----- |
|           | Giamila Carli ✔️ Sindaco | 512  | 56,2   | Insieme per Santa Luce     | 7     |
|           | Elia Fornai              | 318  | 34,91  | Cambiamento per Santa Luce | 3     |
|           | Patrizio Andreoli        | 81   | 8,89   | PCI                        | -     |
| Totale    | Totale                   | 911  | 100,00 |                            | 10    |

### Vecchiano
| Candidati | Candidati                      | Voti  | %      | Liste                  | Seggi |
| --------- | ------------------------------ | ----- | ------ | ---------------------- | ----- |
|           | Massimiliano Angori ✔️ Sindaco | 3.647 | 65,7   | Insieme per Vecchiano  | 11    |
|           | Roberto Sbragia                | 1.502 | 27,06  | Vecchiano Civica       | 4     |
|           | Vincenzo Carnì                 | 402   | 7,24   | Un Cuore per Vecchiano | 1     |
| Totale    | Totale                         | 5.551 | 100,00 |                        | 16    |

## Pistoia

### Abetone Cutigliano
| Candidati | Candidati                 | Voti  | %      | Liste                           | Seggi |
| --------- | ------------------------- | ----- | ------ | ------------------------------- | ----- |
|           | Marcello Danti ✔️ Sindaco | 705   | 56,0   | Un'Altra Storia #VivaLaMontagna | 7     |
|           | Davide Costa              | 554   | 44,0   | Il Paese Che Vogliamo           | 3     |
| Totale    | Totale                    | 1.259 | 100,00 |                                 | 10    |

### Larciano
| Candidati | Candidati              | Voti  | %      | Liste                       | Seggi |
| --------- | ---------------------- | ----- | ------ | --------------------------- | ----- |
|           | Lisa Amidei ✔️ Sindaco | 2.115 | 75,0   | Impegno Comune per Larciano | 8     |
|           | Paolo Giovanni Mazzei  | 579   | 20,53  | Centrodestra per Larciano   | 4     |
|           | Maurizio Romanelli     | 126   | 4,47   | PCI                         | -     |
| Totale    | Totale                 | 2.820 | 100,00 |                             | 12    |

## Prato

### Carmignano
| Candidati | Candidati                    | Voti  | %      | Liste                     | Seggi |
| --------- | ---------------------------- | ----- | ------ | ------------------------- | ----- |
|           | Edoardo Prestanti ✔️ Sindaco | 4.109 | 71,59  | Idee per Carmignano       | 11    |
|           | Angela Castiello             | 1.104 | 19,23  | Centrodestra per Larciano | 4     |
|           | Belinda Guazzini             | 527   | 9,18   | Senso Civico              | 1     |
| Totale    | Totale                       | 5.740 | 100,00 |                           | 16    |

## Siena

### Chiusi
| Candidati | Candidati                   | Voti  | %      | Liste                          | Seggi |
| --------- | --------------------------- | ----- | ------ | ------------------------------ | ----- |
|           | Gianluca Sonnini ✔️ Sindaco | 2.308 | 61,12  | Centrosinistra per Chiusi      | 11    |
|           | Massimiliano Barbanera      | 878   | 23,25  | Massimiliano Barbanera Sindaco | 2     |
|           | Massimo Tiezzi              | 590   | 15,63  | Chiusi Futura                  | 2     |
| Totale    | Totale                      | 3.776 | 100,00 |                                | 12    |

### Monticiano
| Candidati | Candidati                   | Voti | %      | Liste                    | Seggi |
| --------- | --------------------------- | ---- | ------ | ------------------------ | ----- |
|           | Alessio Serragli ✔️ Sindaco | 447  | 60,49  | Il Rinnovamento Continua | 7     |
|           | Giulio Rosi                 | 276  | 37,35  | Un Futuro per Monticiano | 3     |
|           | Francesca Bruni             | 16   | 2,17   | PCI                      | -     |
| Totale    | Totale                      | 739  | 100,00 |                          | 10    |

### Trequanda
| Candidati | Candidati                  | Voti | %      | Liste                | Seggi |
| --------- | -------------------------- | ---- | ------ | -------------------- | ----- |
|           | Andrea Francini ✔️ Sindaco | 493  | 76,79  | Trequanda In Cammino | 7     |
|           | Pietro Ventura             | 123  | 19,16  | Rinascita            | 3     |
|           | Claudio Cresti             | 26   | 4,05   | PCI                  | -     |
| Totale    | Totale                     | 642  | 100,00 |                      | 10    |